# Ute Katharina Kampowsky
Ute Katharina Kampowsky (ur. 28 grudnia 1979 w Greifswald) – niemiecka aktorka.

## Życie i kariera
Ute dorastała i studiowała w Greifswald. Ukończyła szkolenie w Teatrze Akademii Pomorza (Theaterakademie Vorpommern). Właśnie tam zdobyła swoje pierwsze doświadczenia aktorskie.
Na Akademii Teatralnej grała już w trakcie studiów, grała również w amfiteatrze w 2004 roku na scenie Ostseebühne Zinnowitz na wyspie Uznam.
W okresie od lipca do października 2009 roku, zagrała główną rolę, jako Annika Brucknera w telenoweli ARD Burza uczuć. Aktorka jednak z przyczyn zdrowotnych musiała opuścić serial, jej miejsce zajęła Sarah Stork, w odcinku 934 serialowa Anika została uśmiercona.

## Filmografia
- 2003: Überleben auf See als Britt
- 2006:  Peer Gynt als Die Schwester der Grünen
- 2009:  Der Yalu fließt als Eva
- 2009: Burza uczuć (rola główna) jako Annika Bruckner
- 2010:  SOKO Leipzig